# Callejón de Huaylas
Il Callejón de Huaylas o Valle del Santa è una stretta e lunga valle della Cordigliera delle Ande, nel dipartimento di Ancash, in Perù. La valle, lunga circa 180 km, è solcata dal corso del fiume Santa dalla sua sorgente, nella laguna Aguash (3944 m s.l.m.), fino al Cañón del Pato; dopo questo punto il fiume, che prima scorreva da sud a nord, vira decisamente verso ovest per gettarsi nell'Oceano Pacifico.
La valle è incastonata tra due imponenti catene montuose: ad ovest la Cordillera Negra, con cime che raggiungono i 5100 m s.l.m., priva di ghiacciai, mentre ed est si estende la Cordillera Blanca, nella quale sono presenti numerose cime coperte da neve perenne e che vede il suo punto più elevato nella cima meridionale del Huascarán, a 6768 m s.l.m. Nel suo percorso dalla sorgente alla foce, il fiume attraversa cinque province: Huaraz, Huaylas, Carhuaz, Yungay e Recuay. La città più popolosa è Huaraz, al centro della valle, capoluogo del dipartimento di Ancash.

## Toponimia
Il nome con cui si suole designare la valle deriva da quello di un regno preincaico presente nella zona; l'etnia che lo componeva era chiamata Guaylas o Huayllas, ed è menzionata nei primi documenti spagnoli che descrivono il territorio della valle. Il regno fu conquistato da Túpac Yupanqui, che fece in seguito deportare alcuni dei suoi abitanti in altre regioni dell'Impero inca.

## Clima
La valle gode di un clima temperato secco; la maggior parte di essa, compresa tra i 2000 e i 3500 m s.l.m., ha temperature medie annuali comprese tra gli 11 °C e i 16 °C, con punte massime che possono superare i 20 °C. L'umidità aumenta all'aumentare dell'altitudine; il livello delle precipitazioni annue varia tra i 500 e i 1000 mm.
Le precipitazioni sono più frequenti durante l'estate australe (da dicembre a marzo) e sono essenzialmente di tipo orografico, dovute cioè alla condensazione del vapore acqueo presente nelle masse d'aria che risalgono i pendii scaricando gran parte della loro umidità.

## Storia
La presenza di insediamenti umani nel Callejón de Huaylas è antichissima, secondo quanto testimoniano i resti ritrovati nel sito archeologico della Cueva del Guitarrero (in italiano “grotta del Guitarrero”), poco lontano dall'abitato di Yungay, risalenti al 7500 a.C. circa. La valle è stata in seguito la culla delle popolazioni conosciute con il nome di Huaraz e Recuay, che, a partire dal 400 a.C., riconquistarono la propria indipendenza dopo essere stati a lungo sotto l'influenza della cultura Chavín. Culla della cultura Recuay, alla sua caduta la valle entrò sotto la sfera culturale della civiltà Huari, e in seguito fu annessa con una violenta guerra al Tahuantinsuyo
 sotto il regno dell'inca Pachacútec.
Il Callejón de Huaylas, che sotto l'impero inca era diviso in due regioni, mantenne la stessa suddivisione dopo la conquista spagnola; Francisco Pizarro assegnò a sé stesso una delle due nuove encomiendas, affidando l'altra ai conquistadores Sebastián de Torres e Jerónimo de Aliaga. Durante l'ultima fase del processo di indipendenza del Perù, Simón Bolívar instaurò il 30 maggio 1824 a Huaraz, nel capoluogo della valle, il proprio quartier generale.

## Demografia
Nel 2007 il Callejón de Huaylas contava una popolazione di 300 057 abitanti distribuiti su una superficie di 6931,8 km²; la densità di 43,3 ab./km² è la più alta del dipartimento di Ancash, e superiore alla media nazionale. La zona, specialmente dopo la creazione del parco nazionale del Huascarán, ha enormi potenzialità turistiche non ancora del tutto sviluppate.